# Арчаков, Николай Иванович
Николай Иванович Арчаков (14 [27] августа 1913 — 7 ноября 1961) — участник Великой Отечественной войны, командир эскадрильи 999-го штурмового авиационного полка 277-й штурмовой авиационной дивизии 1-й воздушной армии 3-го Белорусского фронта, Герой Советского Союза (29.06.1945).

## Биография
Родился 14 (27) августа 1913 года в селе Телятники Рязанской губернии в семье крестьянина. Русский. В 1930 году приехал в город Бобрики (ныне Новомосковск) на строительство Бобриковского химкомбината. В 1933 году окончил 7 классов, в 1934 году — аэроклуб. Работал на торфоразработках, стекольщиком на строительстве завода, а с 1937 года — в торговой сети города Сталиногорска.

### В годы Великой Отечественной войны
В РККА с 1941 года. Участник Великой Отечественной войны с августа 1941 года (призван Сталиногорским горвоенкоматом). Начал войну красноармейцем. Воевал на Западном (с 25 августа 1941 по 12 декабря 1942), Ленинградском (с 5 марта 1943 по 10 октября 1944) и 3-м Белорусском фронтах (10 октября 1944 до конца войны). В 1943 году окончил ускоренный курс Военно-политического училища и после краткосрочной лётной переподготовки стал лётчиком-штурмовиком. Член ВКП(б)/КПСС с 1943 года.
Во время обороны Ленинграда, Н. И. Арчаков на самолёте Ил-2 совершил 74 боевых вылета, нанеся противнику значительный урон в технике и живой силе. Затем участвовал в освобождении Прибалтики и в боях в Восточной Пруссии. В составе 3-го Белорусского фронта совершил ещё 88 боевых вылетов с общим налётом до 90 часов.
15 апреля 1945 года эскадрилья 999-го штурмового авиационного полка под командованием капитана Н. И. Арчакова в боях за город Кёнигсберг произвела 8 штурмовых вылетов по войскам и укреплениям противника, уничтожив до 15-ти самоходных орудий.
К концу апреля 1945 года командир эскадрильи капитан Н. И. Арчаков совершил на самолёте Ил-2 162 боевых вылета, из них более 100 на штурмовку войск и укреплений противника, с общим налётом 169 часов 45 минут. Лично уничтожил большое количество техники, среди которых 48 орудий полевой артиллерии, 32 зенитки, 35 автомашин, 12 автоцистерн, 7 тягачей и транспортёров, 3 паровоза и 14 вагонов, 6 танков, 3 самолёта на земле, 35 миномётов, 35 повозок с грузами, 16 землянок и дзотов, 9 домов с огневыми точками, 9 блиндажей и много живой силы противника. Кроме того, в группах с другими лётчиками уничтожено много живой силы и техники, в том числе 5 самолётов, 13 танков и 6 САУ. С апреля 1944 по апрель 1945 лётным составом эскадрильи произведено 1015 боевых самолёто-вылетов (при собственных потерях в 5 лётчиков и 5 самолётов), а 999-й штурмовой авиационный полк получил собственное наименование — «Таллинский» и награждён орденом Суворова III степени.
Указом Президиума Верховного Совета СССР от 29 июня 1945 года «за образцовое выполнение боевых заданий командования на фронте борьбы с немецко-фашистскими захватчиками и проявленные при этом мужество и героизм», капитану Арчакову Николаю Ивановичу присвоено звание Героя Советского Союза с вручением ордена Ленина и медали «Золотая Звезда» (№ 6340).
В конце апреля 1945 года Н. И. Арчаков назначен штурманом полка. В этой должности закончил войну.

### В послевоенные годы
После войны продолжил службу в Военно-воздушных силах СССР. В 1950 году окончил Высшие лётно-тактические курсы. С 1955 года подполковник Н. И. Арчаков — в запасе. Проживал в Ленинграде.
Умер 7 ноября 1961 года. Похоронен на Серафимовском кладбище (Коммунистическая площадка) в Санкт-Петербурге.

## Награды
- Медаль «Золотая Звезда» № 6340 Героя Советского Союза (29 июня 1945)
- Орден Ленина (29 июня 1945)
- два ордена Красного Знамени (15.3.1944;??)
- орден Суворова III степени (21.6.1944)
- орден Отечественной войны I степени (5.11.1944)
- орден Отечественной войны II степени (19.3.1945)
- три ордена Красной Звезды (14.2.1944;??;??)
- медаль «За оборону Ленинграда» (28.7.1943)
- другие медали.

## Семья
Мать — Прасковья Егорьевна Арчакова, проживала в селе Телятники.